# Deutsche Meisterschaften im Freiwasserschwimmen 2015
Die Internationalen Deutschen Meisterschaften im Freiwasserschwimmen fanden vom 25. bis 28. Juni 2015 in Lindau auf dem Bodensee statt. Ausrichter war der Bayerische Schwimmverband.
| Disziplin        | Männer         | Männer                           | Männer     | Frauen        | Frauen       | Frauen     |
| Disziplin        | Name           | Verein                           | Zeit       | Name          | Verein       | Zeit       |
| ---------------- | -------------- | -------------------------------- | ---------- | ------------- | ------------ | ---------- |
| 05 km Freiwasser | Sören Meißner  | SV Würzburg 05                   | 0:55:18,41 | Finnia Wunram | SC Magdeburg | 1:02:35,72 |
| 10 km Freiwasser | Ferry Weertman | Koninklijke Nederlandse Zwembond | 1:59:15,00 | Finnia Wunram | SC Magdeburg | 2:04:50,51 |
| 25 km Freiwasser |                |                                  |            |               |              |            |

## Verlauf
Den ersten Wettbewerb, die 10 Kilometer der Herren, gewann der Niederländer Ferry Weertman vor dem Magdeburger Rob Muffels (1:59,30,97) und dem Wiesbadener Alexander Studzinski (1:59,33,29).
Die die Meisterschaften abschließenden 5 Kilometer der Herren endeten mit einem Zielfotoentscheid: Der neue Deutsche Meister Sören Meißner lag drei Hundertstelsekunden vor Rob Muffels. Dritter wurde hier der 10-km-Sieger Weertman.
Die Doppelsiegerin Finnia Wunram hatte bei beiden Wettkämpfen mit Wellengang aufgrund des windigen Wetters zu kämpfen. Das kostete sie und ihre Konkurrentinnen die Erfüllung der Qualifikationsnorm des DSV für die Schwimmweltmeisterschaften 2015 in Kasan. Wunram siegte über 5 km vor Patricia-Lucia Wartenberg (1:02,44,51) und Svenja Zihsler (1:02,54,61). Über 10 km wurde die Würzburgerin Zihsler Zweite (2:06,45,20) vor der Saarländerin Sarah Bosslet (2:08,20,99).